# Taare Zameen Par
Taare Zameen Par is een Indiase Bollywoodfilm uit 2007 en markeerde het regiedebuut van acteur Aamir Khan. De film ontving lovende kritieken en was een kaskraker in India. Hoewel het de Indiase inzending was voor de Oscars, werd het niet genomineerd. Walt Disney Studio Entertainment verzorgde de internationale distributie van de film.

## Verhaal
Een achtjarige jongen wordt beschouwd als een luie lastpak, totdat de nieuwe kunstleraar het geduld en medeleven heeft om het echte probleem achter zijn schoolproblemen te ontdekken.

## Rolverdeling
| Acteur          | Personage                  |
| --------------- | -------------------------- |
| Darsheel Safary | Ishaan Nandkishore Awasthi |
| Aamir Khan      | Ram Shankar Nikumbh        |
| Tisca Chopra    | Maya Nandkishore Awasthi   |
| Vipin Sharma    | Nandkishore Awasthi        |
| Tanay Chheda    | Rajan Damodran             |